# Rukiye Sultan
Rukiye Sultan (turco ottomano: رقيه سلطان, lett. "incantevole" o "affascinante"; Istanbul, 11 ottobre 1906 – Budapest, 20 febbraio 1927) è stata una principessa ottomana, figlia di Şehzade Mehmed Ziyaeddin e nipote del sultano Mehmed V.

## Origini
Rukiye Sultan nacque l'11 ottobre 1906 a Istanbul, nel Palazzo Dolmabahçe. Suo padre era Şehzade Mehmed Ziyaeddin, figlio maggiore del sultano ottomano Mehmed V, e sua madre la consorte Ünsiyar Hanım. Aveva una sorella maggiore, Dürriye Sultan, e un fratello minore, Şehzade Mehmed Nazim.
Venne istruita coi suoi fratelli da Safiye Ünüvar, insegnante di palazzo. Più tardi, quando Mehmed V morì e Ziyaeddin lasciò il Palazzo e si trasferì con la famiglia in un complesso privato, Safiye venne a vivere con loro.
Nel nuovo complesso ogni moglie aveva un appartamento privato per sé e i suoi figli e quelli della madre di Rukiye erano al primo piano.

## Matrimonio
Nel 1924 la dinastia ottomana venne esiliata.
Rukiye si trasferì con la famiglia a Beirut, in Libano, dove conobbe Sokolluzâde Abdülbaki Ihsan Bey, un discendente di Sokullu Mehmed Pasha, uno statista del XVI secolo che aveva sposato Ismihan Sultan, figlia del sultano Selim II e Nurbanu Sultan, tramite suo figlio Sultanzade Ibrahim Paşah. Anche Abdülbâki era stato privato della cittadinanza ed esiliato a causa del suo coinvolgimento nella guerra d'indipendenza turca.
I due si sposarono nel 1924 e l'anno dopo nacque la loro figlia.
Purtroppo, sul finire del 1925 Rukiye si ammalò gravemente. Per salvarla, il marito la portò a Budapest, nel Regno d'Ungheria.

## Morte
Rukiye non si riprese mai e morì a Budapest il 20 febbraio 1927, a vent'anni. Venne sepolta nel mausoleo del sufi Gül Baba.

## Discendenza
Dal suo matrimonio, Rukiye Sultan ebbe una figlia:
- Behiye Emel Nuricihan Hanımsultan (15 giugno 1925 - ?). Nata a Beirut. Sposò Cemal Hodo (1900-1977) nel 1951 ed ebbe due figlie e un figlio:
  - Naime Banu Hodo (n. 1952)
  - Rukiye Bala Hodo (1955 - 2023[7])
  - Nazim Hodo (n. 1958)